# The Dave Clark Five
The Dave Clark Five, brittisk rock- och popgrupp bildad 1961 i stadsdelen Tottenham i London. Gruppen var med i begynnelsen av The British invasion och en av de första brittiska grupperna som slog igenom stort i USA. De innehar också rekordet i antal uppträdanden i amerikanska tv-showen Ed Sullivan Show: 18 gånger. The Dave Clark Five invaldes i Rock and Roll Hall of Fame år 2008.

## Historik
Dave Clark bildade ursprungligen gruppen för att få in pengar till sitt fotbollslag, Tottenham Hotspurs. Gruppen började sin karriär som back-upband till en mindre känd brittisk sångare. De bröt sig sedan loss och bildade sin egen grupp. Övriga medlemmar, förutom Dave Clark (trummor), var Mike Smith (sång/keyboard), Lenny Davidson (gitarr), Denis Payton (saxofon/munspel/gitarr) och Rick Huxley (basgitarr). Deras låtar skrevs av Clark och Smith.
The Dave Clark Five nådde begränsad kommersiell framgång första gången efter att ha skrivit kontrakt med Columbia 1963, då en cover på The Contours "Do You Love Me" placerade sig lågt på Storbritanniens singellista. Det stora genombrottet kom med "Glad All Over" som i januari 1964 knockade The Beatles från första platsen på Englandslistan. I USA nådde låten plats #6 på billboardlistan. "Glad All Over" var också gruppens största Tio i topp-hit i Sverige.
Dave Clark var ovanlig för tiden genom att han producerade gruppen själv. Han hade också kontroll över gruppens originalinspelningar. Gruppen var också unik i och med att det var den "stampande" takten och saxofonen som var gruppens kännetecken (de flesta brittiska grupperna satte gitarren i främsta ledet).
De följde upp "Glad All Over" med "Bits and Pieces"  i februari 1964 och även den blev en stor hit på båda sidor av Atlanten. Den placerade sig på #2 på brittiska listan och tog sig något högre upp i USA där den låg fyra. År 1964 var klart gruppens framgångsrikaste år. Efter "Bits and Pieces" följde "Can't You See That She's Mine", "Because", och "Anyway You Want It". Även 1965 var ett lyckat år för gruppen då de bl. a. släppte "I Like It Like That", "Catch Us If You Can", och deras enda billboardetta (ironiskt nog en cover), "Over and Over" julen 1965. Värt att notera är också att "Over and Over" inte alls slog i Storbritannien.
Med tiden ändrades det musikaliska klimatet och gruppen kom aldrig ur den gamla stilen. De kom heller aldrig ifrån att göra covers. I USA syntes gruppen inte på listorna efter 1967 års "You Got What It Takes". I hemlandet hade de några hits till som "Everybody Knows" och "The Red Ballon". The Dave Clark Five upplöstes 1970. Dave Clark och Mike Smith spelade ett kort tag under 1970-talet in under gruppnamnet Dave Clark and Friends.

## Diskografi

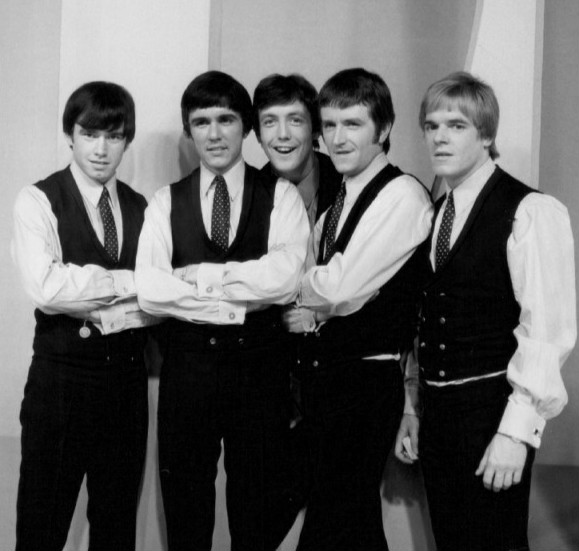
The Dave Clark Five 1966.

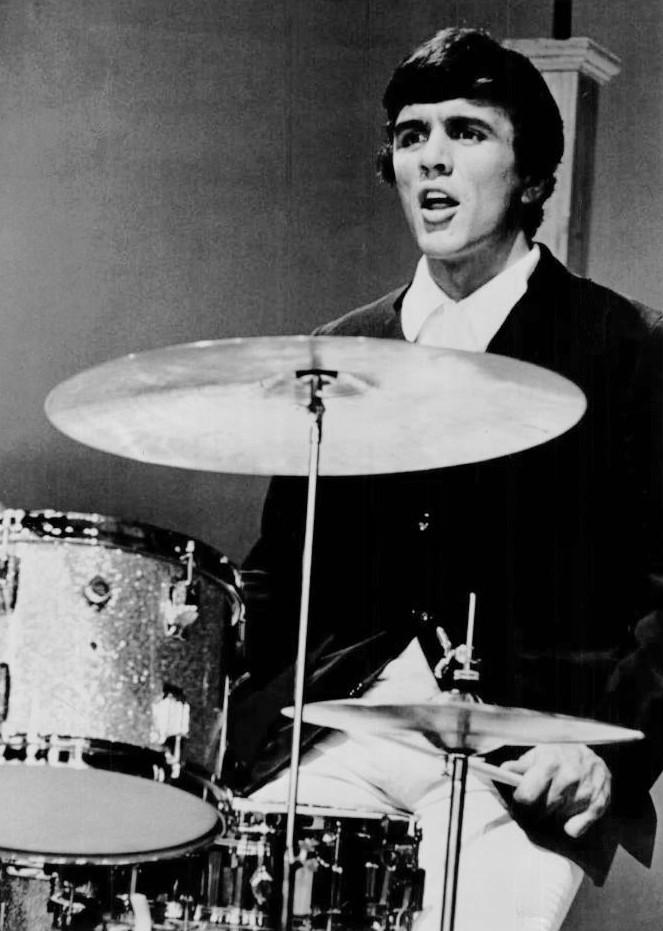
Trumslagaren Dave Clark 1965.

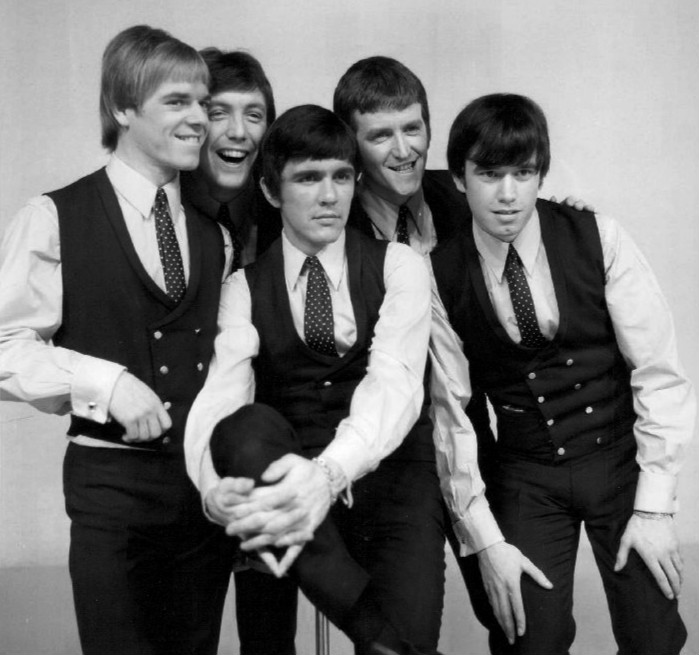
Dave Clark Five 1967.

### Album
(Album med US-beteckning släpptes särskilt för USA-marknaden)
| År   | Titel                              |
| ---- | ---------------------------------- |
| 1964 | A Session With the Dave Clark Five |
| 1964 | Glad All Over, US                  |
| 1965 | Catch Us If You Can                |
| 1965 | Coast to Coast, US                 |
| 1966 | I Like It Like That, US            |

### Singlar
| År/Månad   | Titel                                 | Listplaceringar     | Listplaceringar             |
| År/Månad   | Titel                                 | Billboardlistan USA | Singellistan Storbritannien |
| ---------- | ------------------------------------- | ------------------- | --------------------------- |
| Jan 1964   | "Glad All Over"                       | #6                  | #1                          |
| Feb 1964   | "Bits and Pieces"                     | #4                  | #2                          |
| April 1964 | "Do You Love Me"                      | #11                 | #30                         |
| April 1964 | "I Knew It All The Time"              | #53                 | –                           |
| Juni 1964  | "Can’t You See That She’s Mine"       | #4                  | #10                         |
| Juli 1964  | "Because"                             | #3                  | –                           |
| Sep 1964   | "Everybody Knows I Still Love You"    | #15                 | #37                         |
| Nov 1964   | "Anyway You Want It"                  | #14                 | #25                         |
| Jan 1965   | "Come Home"                           | #14                 | #16                         |
| April 1965 | "Reelin' and Rockin' "                | #23                 | #24                         |
| Juni 1965  | "I Like It Like That"                 | #7                  | –                           |
| Juli 1965  | "Catch Us If You Can"                 | #4                  | #5                          |
| Okt 1965   | "Over and Over"                       | #1                  | #45                         |
| Jan 1966   | "At The Scene"                        | #18                 | –                           |
| Mars 1966  | "Try Too Hard"                        | #12                 | –                           |
| Juni 1966  | "Please Tell Me Why"                  | #28                 | –                           |
| Aug 1966   | "Satisfied With You"                  | #50                 | –                           |
| Okt 1966   | "Nineteen Days"                       | #48                 | –                           |
| Jan 1967   | "I've Got To Have A Reason"           | #44                 | –                           |
| Mars 1967  | "You Got What It Takes"               | #7                  | #28                         |
| Juni 1967  | "You Must Have Been A Beautiful Baby" | #35                 | –                           |
| Aug 1967   | "A Little Bit Now"                    | #67                 | –                           |
| Okt 1967   | "Red And Blue"                        | #89                 | –                           |
| Dec 1967   | "Everybody Knows"                     | #43                 | #2                          |
| Sep 1968   | "The Red Ballon"                      | –                   | #7                          |
| 1969       | "Good Old Rock 'n' Roll"              | –                   | #7                          |
| 1970       | "Everybody Get Together"              | –                   | #8                          |